# Homo superior
Le terme d’Homo superior est une expression courante dans la science-fiction et les comics, lorsqu'on évoque des surhommes, des mutants, des personnes irradiées, etc., développant des pouvoirs supérieurs aux humains (Homo sapiens). 
On trouve cette notion, notamment, dans (liste non exhaustive) :
- les mutants ou homo sapiens superioris de l'univers Marvel de Marvel Comics ;
- Le Nouvel Adam (titre original : The New Adam), roman de science-fiction écrit par Stanley G. Weinbaum, publié pour la première fois en 1939 ;
- The Tomorrow People, série de science fiction (2013).
- "Les Inhumains" de Marvel Comics